# 游泳課

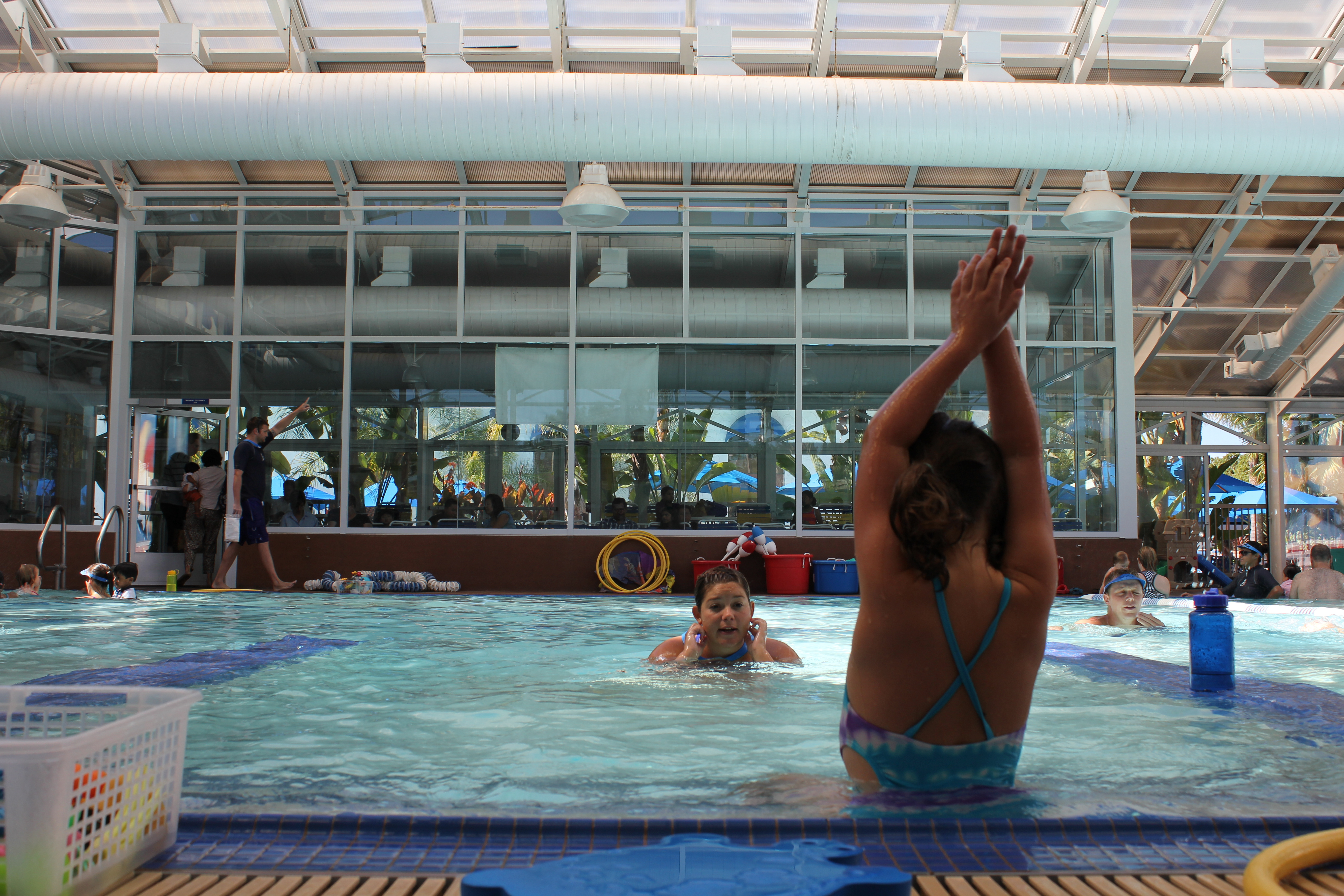
美國加利福尼亚州圣何塞的一所游泳学校

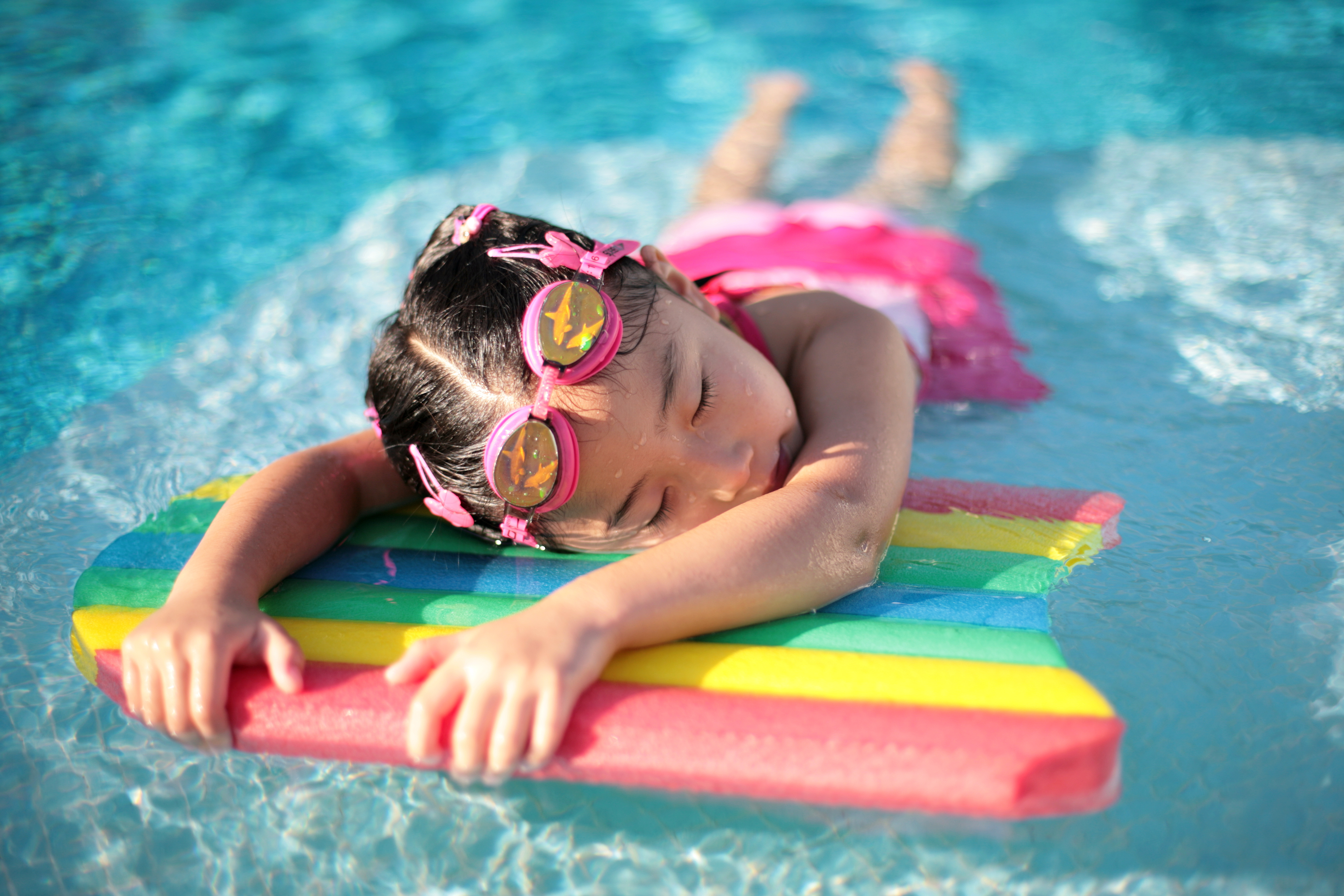
聚苯乙烯泡沫塑料漂浮助剂（又名踢板）可以帮助孩子们学习游泳

游泳课是指学习游泳的課程。在大多数国家，學員上完游泳課後要掌握一定水平的游泳技能。许多国家也规定了儿童在小学畢業後也應達到一定的游泳水準。儿童上游泳课有助于培养游泳技能和信心。社會上有各種類型的游泳課，有社区中心课程、半私人课程和私人课程。